# المسيحية في كندا

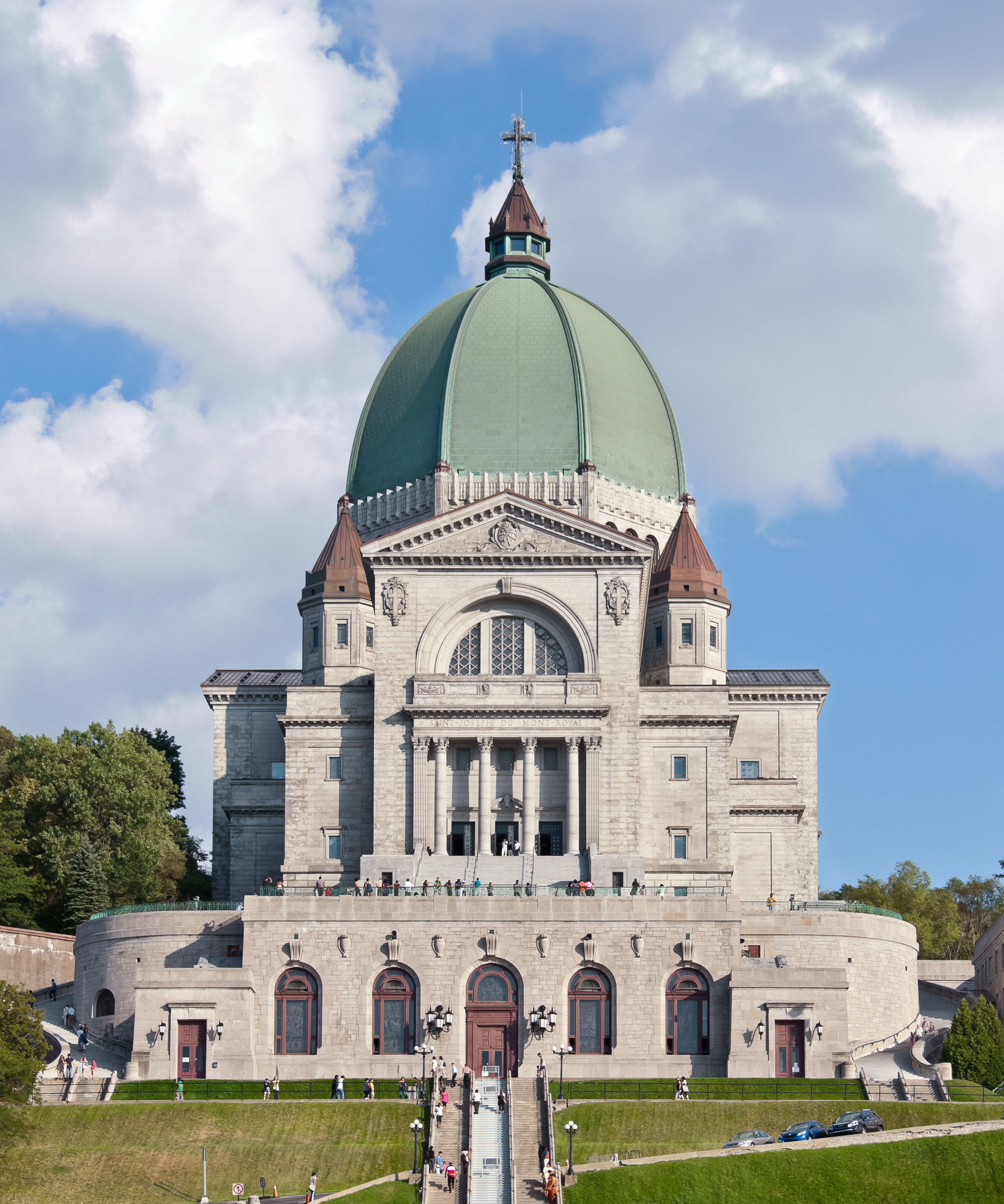
كنيسة القديس يوسف، مونتريال.

المسيحية في كندا هي الديانة السائدة إذ وفقاً لتعداد 2011 كان حوالي 67.3% من الكنديين مسيحيون؛ من بينهم يشكل الكاثوليك أكبر المجموعات (39.0% من الكنديين)، يليهم 24.1% من أتباع الكنائس البروتستانتية وحوالي 4.7% من أتباع الطوائف المسيحية الأخرى. وبحسب التعداد السكاني عام 2011 كانت أكبر الطوائف البروتستانتية هي الكنيسة المتحدة في كندا (6.1% من الكنديين)، تليها الأنجليكانية (5.0%) فالمعمدانية (1.9%) فاللوثرية (1.5%) بينما شكلَّ غيرهم من المسيحيين (4.7%). وبحسب معطيات التعداد السكاني كان حوالي 73% من الكنديين ذوي الأصول الأوروبيَّة مسيحيين.
تعتبر المسيحية جزء مركزي من الثقافة الكندية، وكانت تاريخياً جزء لا يتجزأ من الحياة الثقافية والسياسية الكندية والحياة اليومية. وتشير ديباجة ميثاق الحقوق والحريات الكندي إلى الله، ويحمل الملك لقب «المدافع عن الإيمان». على الرغم من ذلك، ليس لدى كندا دين رسمي، وتمتلك كندا مزيجًأ من جنسيات وثقافات مختلفة، ويكفل الدستور حمايتها ويسن السياسات التي تشجع التعددية الثقافية.
جلب الإستعمار البريطاني موجات من استيطان الأنجليكان والبروتستانت الآخرين إلى كندا العليا، أو كما تُعرف الآن باسم أونتاريو. وجلب الفرنسيين المذهب الكاثوليكي إلى البلاد في البداية وتلاها موجات هجرات الأيرلنديين الكاثوليك، وتبرز الهوية الثقافية الكاثوليكية في كيبك بشكل واضح، ويذكر الكثيرون من الناطقين بالفرنسية أن ثقافتهم في كيبيك تتميز عن الثقافة الكندية الإنجليزية ذات الجذور البروتستانتية. وقامت الإمبراطورية الروسية لاحقاً بنشر المسيحية الأرثوذكسية الشرقية إلى حد بعيد بين القبائل في أقصى الشمال والسواحل الغربية، ولا سيّما بين البدو الرحل مثل شعب الإنويت؛ وإزداد الحضور الأرثوذكسي في البلاد مع المهاجرين من الاتحاد السوفيتي السابق والكتلة الشرقية واليونان والشرق الأوسط خلال القرن العشرين.

## تاريخ

### الاستيطان الأوروبي

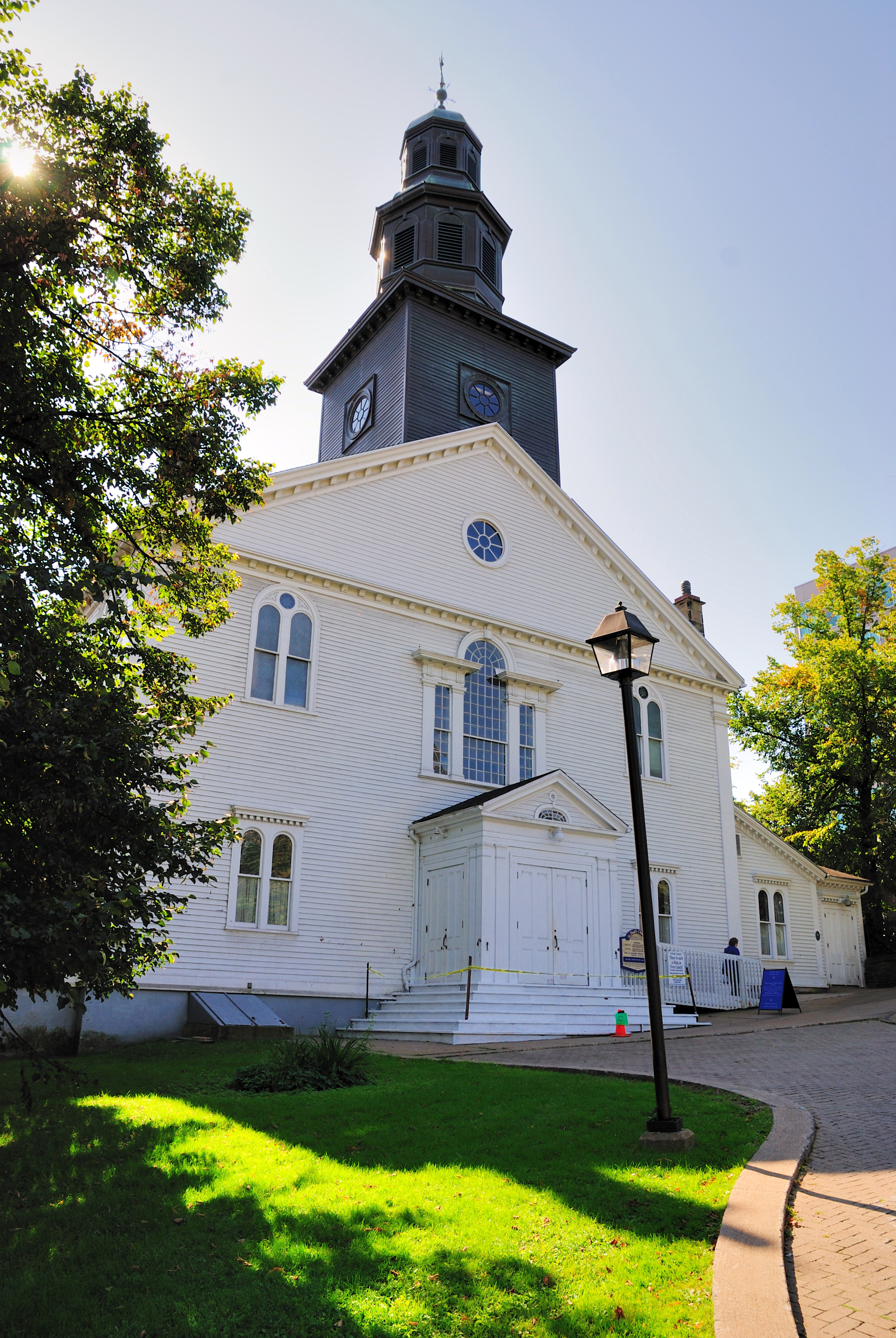
كنيسة القديس بولس في هالیفاکس؛ أقدم كنيسة أنجليكانية في كندا.

قبل وصول الأوروبيين، اتبعت الأمم الأولى مجموعة واسعة من الديانات الروحانية في الغالب والإرواحية. دخلت المسيحية كندا خلال الفترة الإستعمارية ومع المستوطنين الأوربيين، ظهرت الكاثوليكية مع المستوطنين الفرنسيين الذين استقروا على طول ضفاف نهر سانت لورانس وكندا السفلى، وكانوا تحديدًا من أتباع الكنيسة الرومانية الكاثوليكية، ووصل عدد من الرهبانيّات التبشيريّة إلى المنطقة كان منهم عدد من اليسوعيون الذين بشروا بالمسيحيين بين السكان الأصليين؛ والتي كانت محاولة ناجحة في نهاية المطاف. وصل المستكشف الفرنسي صمويل دو شامبلان في 1603، وأنشأ أول مستوطنة أوروبية دائمة في بورت رويال في 1605 ومدينة كيبك في 1608. بين المستعمرين الفرنسيين في فرنسا الجديدة، استقر الكنديون في وادي نهر سانت لورانس والأكاديين في المناطق البحرية الحالية بينما استكشف تجار الفراء والمبشرين الكاثوليك منطقة البحيرات الكبرى وخليج هدسون ومسار الميسيسيبي حتى لويزيانا. أسس الإنجليز مستعمرات إضافية في كيوبيدس وفيريلاند في جزيرة نيوفنلند بداية في 1610، وبعدها أسسوا المستعمرات الثلاث عشرة إلى الجنوب.
تشكلت أول مجتمعات بروتستانتية كبيرة في المقاطعات البحرية في كندا بعد أن فتحها البريطانيون، وكانت الحكومة غير قادرة على إقناع ما يكفي من المهاجرين البريطانيين للذهاب إلى المنطقة، وبالتالي قررت تشجيع هجرة البروتستانت من ألمانيا وسويسرا لإستيطان المنطقة ومنافسة الأكاديين الكاثوليك. كانت هذه المجموعة تُعرف باسم البروتستانت الأجانب. وأثبت هذا الجهد نجاحه، واليوم لا تزال منطقة ساوث شور في نوفا سكوشا لوثرية إلى حد كبير. بعد طرد الأكاديين الكاثوليك ابتداءاً من عام 1755، استقر عدد كبير من مزارعي نيو إنجلاند في الأراضي المهجورة، حيث جلبوا معهم المذهب الأبرشاني. وخلال عقد 1770 قدم هنري لاين عبر منطقة المحيط الأطلسي، وبشر في المنطقة وتحول على يده الكثير من الأبرشانيين إلى اللاهوت الجديد. بعد وفاة لاين أصبح الكثير من هؤلاء في النهاية معمدانيين، وأصبحت المقاطعات البحرية في كندا معقل الحركة المعمدانية الكنديّة.
فصل الإعلان الملكي لعام 1763 إقليم كيبك عن فرنسا الجديدة وضم جزيرة كيب بريتون إلى نوفا سكوشا. كما أصبحت جزيرة سانت جون (حالياً جزيرة الأمير إدوارد) مستعمرة منفصلة في 1769. لتجنب اندلاع الصراع في كيبك، جاء قانون كيبك عام 1774 ليوسع الإقليم إلى البحيرات العظمى ووادي أوهايو. كما أنه أعاد استخدام اللغة الفرنسية وحرية ممارسة العقيدة الكاثوليكية وتطبيق القوانين المدنية الفرنسية هناك. وكان لليسوعيون وجود بارز في كندا، حيث عملوا على تحوّل أجزاءً كبيرة من الأقوام الأصلية حتى إلى المسيحية. غير أن حرب السنوات السبع، دفعت المملكة المتحدة إلى حظر الرهبنة في كندا عام 1773، وتزامنًا كان البابا كلمنت الرابع عشر قد حظر الرهبنة وحلّها بضغط من الملوك والسلطات المدنيّة الكاثوليكية، في ما عدا بروسيا وروسيا، اللتين لم تحظرا فيهما الرهبنة، والتي كانت المخاوف من تنامي قوتها، وتأثيرها على الفئات الأرستقراطية وتدخلها في الإدارة وكفاحها عن العدالة الاجتماعية السبب الرئيس في ذلك.
تم تشكيل أول المجتمعات البروتستانتية الكبيرة في مريتيمس وذلك بعد الفتح البريطاني في فرنسا الجديدة، تلتها موجات المستوطنين البروتستانت الأمريكيين الذين نزحوا بسبب الثورة الأمريكية إلى كندا العليا. وكان أغلب موجات المستوطنين البروتستانت من الأنجليكان ولكن تألفت أيضًا العديد من المشيخيين والميثوديين. وتواجد البروتستانت بشكل أساسي في كندا الإنكليزية.

### القرن التاسع عشر

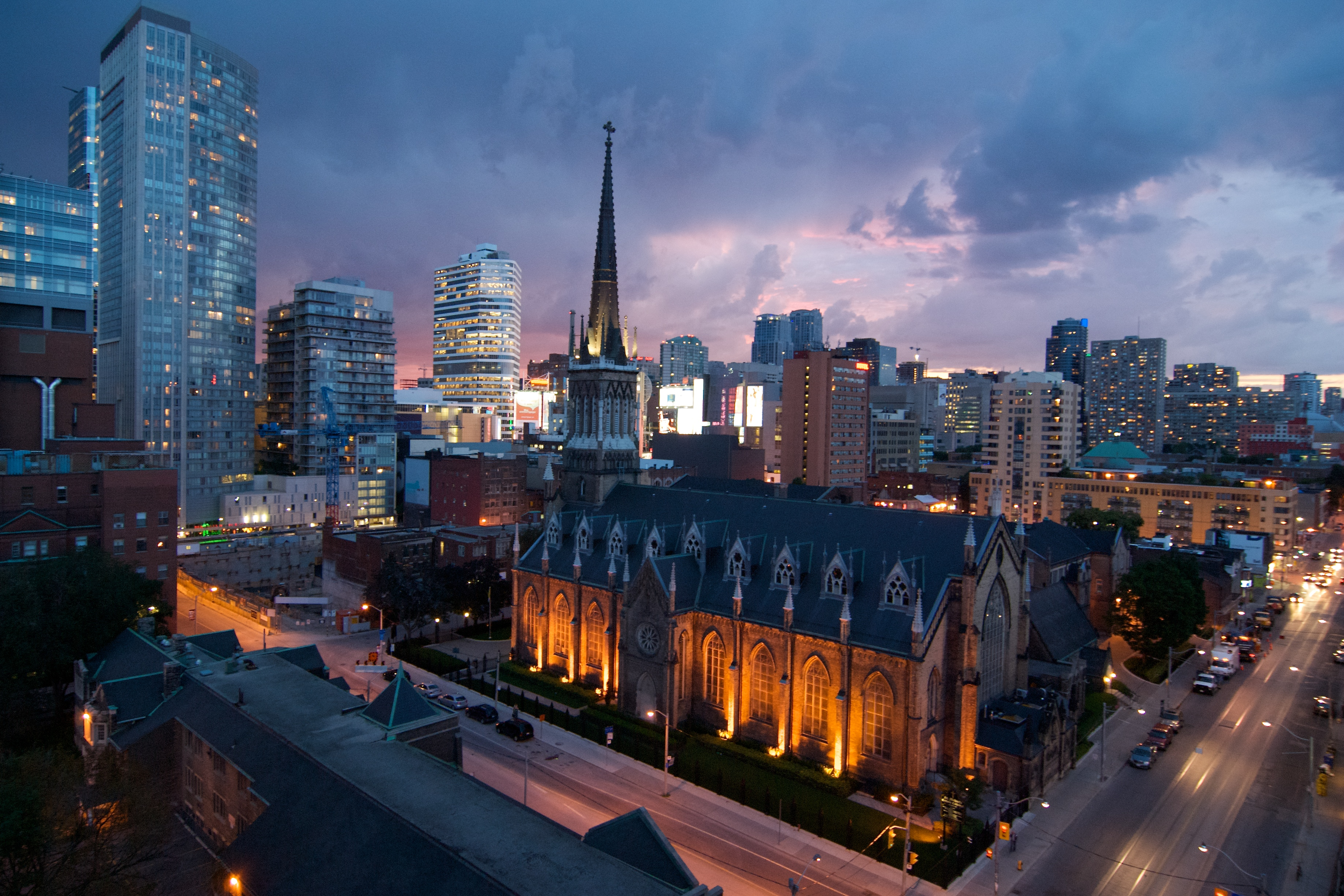
كاتدرائية الكنيسة المتحدة؛ لعبت الكنيسة الميثودية دور هام في الحياة الثقافيّة والاجتماعيّة والسياسيّة في مدينة تورونتو في أونتاريو.

بحلول أواخر القرن التاسع عشر، كانت الجماعات البروتستانتية أكثر تعددًا، في عام 1871 كشف الإحصاء الوطني عن أنَّ 56.4% من السكان من البروتستانت وحوالي 42.8% من الكاثوليك. في حين أن الكثير من النخبة السياسيّة والاقتصادية والاجتماعية كانت لا تزال تنتمي إلى الكنيسة الانجليكانية، أضحى حضور بارزة للجماعات المسيحية الأخرى. وعزز الأنجليكان سيطرتهم على الطبقات العليا، في حين استجاب العمال والمزارعين للإحياء الميثودي، والتي رعاها في الغالب دعاة زائرين من الولايات المتحدة. وأعتنق العديد من الكنديين المذهب الميثودي على يد القس جيمس كوجي الذي قدم من الولايات المتحدة بين عام 1840 حتى عام 1864، خصوصاً في غرب كندا بين عام 1851 إلى عام 1853. والذي دعا للالتزام الشخصي إلى جانب إجراءات للمتابعة لتنظيم الدعم للمتحولين. ونجح كوجي في سد الفجوة بين أسلوب اجتماعات المعسكر السابقة واحتياجات التجمعات الميثودية الأكثر تطوراً في المدن الناشئة. وشهدت الميثودية انتعاش في مدينة تورونتو والتي أصبحت موطنًا لواحدة من أكبر تجمعات الميثوديين في العالم حتى أطلق عليها «روما الميثودية». أنشأت الكنيسة الإنجليكانية والتي كان لها حضور اجتماعي وبارز في كندا الناطقة بالإنجليزية المدارس والجامعات منها كلية الملك والتي أصبحت في وقت لاحق جامعة تورنتو. كان تأثير حزب الأورانج ذو النزعة القومية والطائفية، خصوصًا بين المهاجرين البروتستانت الايرلنديين، سببًا في ازدياد القوى المعادية للكاثوليكية في السياسة في مقاطعة أونتاريو وتلاشى نفوذها عام 1920. وكوجهة رئيسية للمهاجرين إلى كندا، نمت مدينة تورونتو بسرعة خلال الفترة المتبقية من القرن التاسع عشر. أول موجة كبيرة من المهاجرين كانت إيرلندية، هرباً من المجاعة الأيرلندية الكبرى؛ وكان معظم المهاجريم من الكاثوليك. وبحلول عام 1851 أصبح السكان ذوي الأصول الأيرلنديَّة أكبر مجموعة عرقية واحدة في المدينة. ورحب السكان ذوي الأصول الإسكتلندية والإنجليزية بأعداد أقل من المهاجرين الأيرلنديين البروتستانت، بعضهم قدم بما يُعرف الآن باسم أيرلندا الشمالية، والذي أعطى حزب الأورانج تأثيراً كبيراً ودائماً على مجتمع تورونتو.

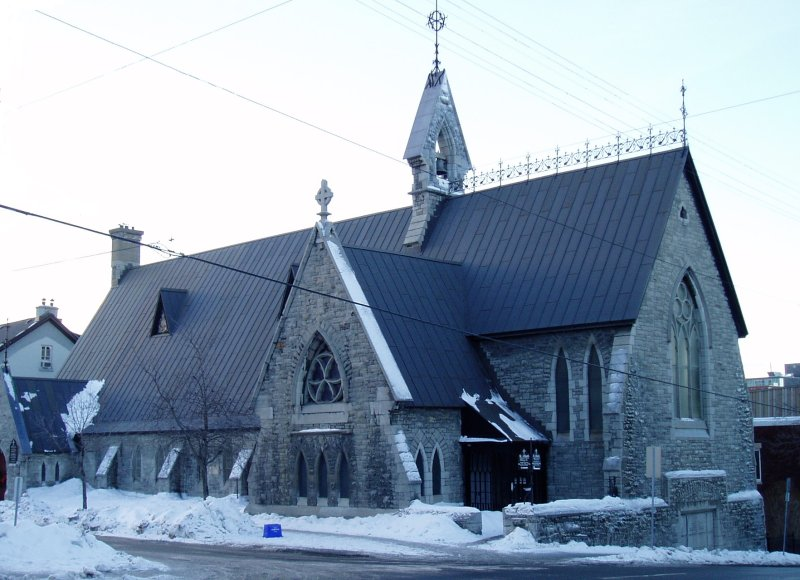
كنيسة سانت ألب الأنجليكانية في أوتاوا.

كانت المخاوف من الكنيسة الكاثوليكية قوية جدًا في القرن التاسع عشر، وخاصًة بين أتباع الكنيسة المشيخية والمهاجرين البروتستانت الأيرلنديين في جميع أنحاء كندا. في عام 1853 أودت حادثة غاشازي ريوتس بحياة عشرة قتلى في كيبيك في أعقاب الاحتجاج الإيرلندي الكاثوليكي ضد الخطب المناهضة للكاثوليكية من قبل الراهب السابق اليساندرو غافازي. وكانت نقطة الانزعاج الرئيسية هي الدعم العام للمدارس الكاثوليكية الناطقة باللغة الفرنسية. وعلى الرغم من أن اتفاق الاتحاد لعام 1867 ضمن وضع المدارس الكاثوليكية حيث تم إضفاء الشرعية عليها، فإن النزاعات اندلعت في العديد من المقاطعات، وخاصًة في قضية مدارس مانيتوبا في تسعينيات القرن التاسع عشر وأونتاريو في عام 1910. نجحت العناصر البروتستانتية في عرقلة نمو المدارس الحكومية الكاثوليكية الفرنسية. ومع ذلك، أيد الكاثوليك الأيرلنديين عمومًا موقف اللغة الإنجليزية الذي دعا إليه البروتستانت.
كانت للكنيسة الرومانية الكاثوليكية في كندا السفلى دور مركزي في ثقافة وسياسية المستعمرة. وخلافًا للإنجليزية الكندية، أصبحت القومية الكندية الفرنسية مرتبطة ارتباطًا وثيقًا بالكنيسة الرومانية الكاثوليكية. خلال هذه الفترة أصبحت الكنيسة الرومانية الكاثوليكية في المنطقة واحدة من أكثر الرجعية في العالم. عرفت هذه الحركة باسم كاثوليكية أولترامونتين، واعتمدت الكنيسة الكندية مواقف تدين كل مظاهر الليبرالية. في السياسة تماشى رجال الدين الكاثوليك في كيبيك مع الحزب الأزرق (بالفرنسيَّة:Parti bleu)، وشكلوا تحالفاً فضولياً مع الأنجليكان الإنجليز الكنديين من الموالين لبريطانيا وهم في الغالب أعضاء في النظام البرتقالي لتشكيل أساس حزب المحافظين الكندي. وكان حزب الإصلاح والذي أصبح فيما بعد الحزب الليبرالي (بالفرنسيَّة: Parti libéral du Canada)، والذي كان يتألف بشكل كبير من الكنديين الفرنسيين المناهضين للإكليروسيَّة، والمعروفين باسم الحزب الأحمر (بالفرنسيَّة: Parti rouge) والجماعات البروتستانتية غير الأنجليكانيَّة. شهد القرن التاسع عشر بداية لتحول كبير في أنماط الهجرة الكندية. حيث وصل إلى البلاد أعداد كبيرة من المهاجرين الأيرلنديين الكاثوليك ومن جنوب أوروبا خصوصًا الطليان مما أوجد جاليات كاثوليكية كبيرة في كندا الإنكليزية.

### العصور الحديثة

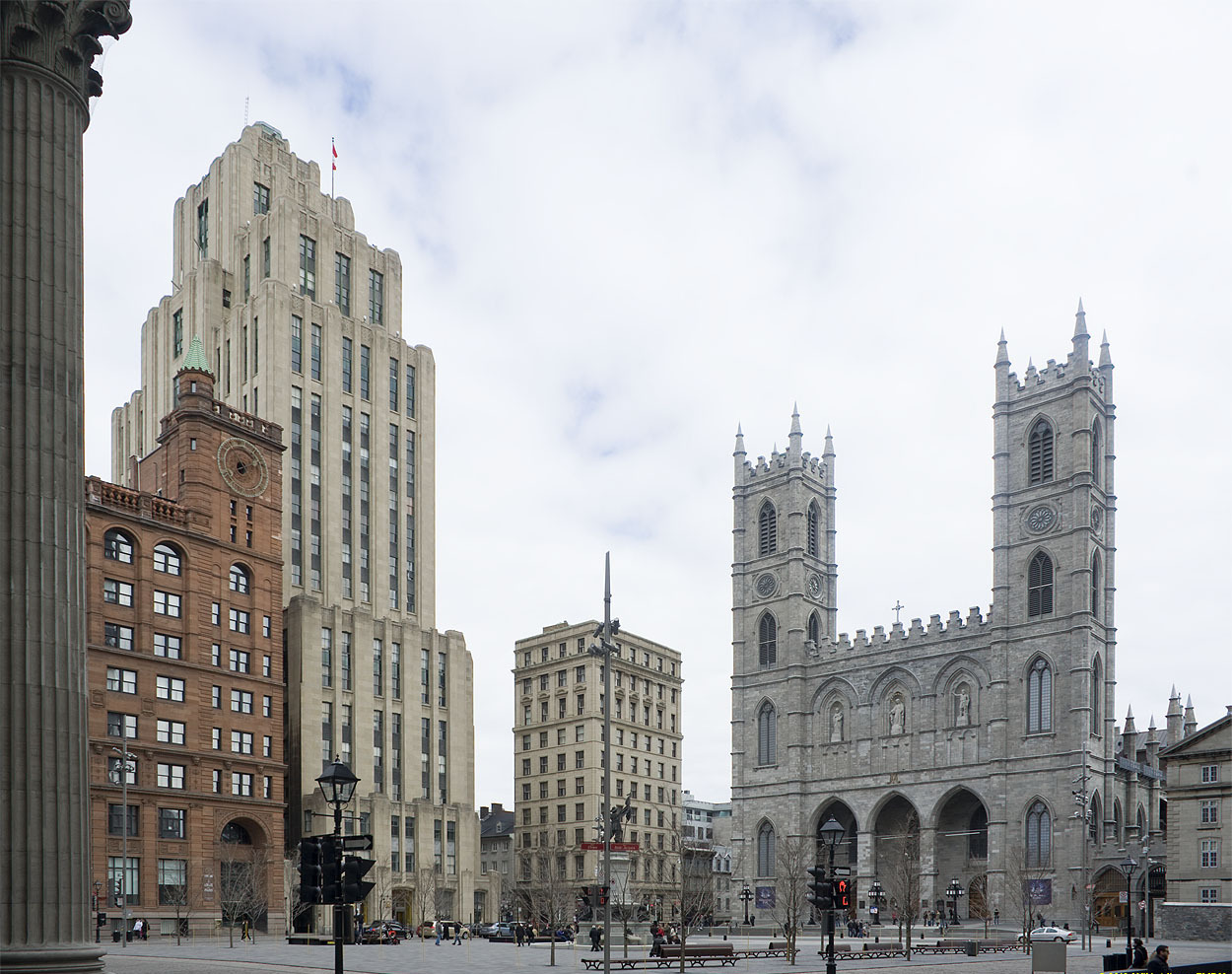
موقع بلاس دي أرمس في مونتريال؛ من أبرز المعالم الكاثوليكيَّة في كيبيك.

وفقاً للإحصاءات التي قدمتها هيئة الإحصاء الكندية، احتفظ البروتستانت على أغلبيَّة طفيفة في البلاد بين عام 1871 وعام 1961. على الرغم من تعداد السكان الكاثوليك في كندا، إلا أن هذه الحقيقة تؤكدها تسعة تعدادات وطنية متتالية. بحلول عام 1961، تخطى الرومان الكاثوليك أعداد البروتستانت كأكبر مجموعة دينية، رُغم أنهم - على عكس البروتستانت - لم يصلوا مطلقاً إلى وضع الأغلبية المطلقة.
بين عام 1919 وعام 1920 قامت الطوائف البروتستانتية الخمس الرئيسية في كندا (الأنجليكانية والمعمدانية والأبرشانيَّة والميثودية والمشيخية) بشكل تعاوني بتأسيس «الحركة الأماميَّة». وكان الهدف هو جمع الأموال وتعزيز الروحانية المسيحية في كندا، لكن احتجت الحركة القومية الأنجليزية على ذلك من خلال ربط التبرعات بحملات قروض النصر في الحرب العالمية الأولى، وشددت على الحاجة إلى إدماج المهاجرين في الثقافة الكنديَّة. وسببت الحملة التي تمركزت في أونتاريو، نجاحًا ماليًا واضحًا، حيث جمعت أكثر من 11 مليون دولار. ومع ذلك، كشفت الحملة عن انقسامات عميقة بين البروتستانت، حيث تحدث الإنجيليون التقليديون عن علاقة شخصية مع الله وبين الطوائف الأكثر ليبرالية التي تؤكد على الإنجيل الاجتماعي والأعمال الصالحة. واتفق كلا الفصيلين (باستثناء الإنجليكان) على الحظر، الذي طالب به اتحاد النقابات العالمي.
كان للكنيسة الكاثوليكية نفوذ سياسي واجتماعي وثقافي قوي في كيبك في كندا حتى عام 1960 مع بداية الثورة الهادئة، وقد أعتبرت كيبك إحدى أهم المعاقل الكاثوليكية في كندا. تولت الحكومة المحلية مسؤولية الاهتمام بمجالات الرعاية الصحية والتعليم، والتي كانت في يد الكنيسة الرومانية الكاثوليكية. كما أنشأت وزارات التربية والتعليم والصحة، ووسعت نطاق الخدمة العامة، ونفذت استثمارات ضخمة في نظام التعليم العام والبنية التحتية المحلية. وسمحت الحكومة بالتنظيم النقابي للخدمات المدنية. كما اتخذت إجراءات لزيادة سيطرة الكيبكيين على اقتصاد المقاطعة وأممت إنتاج الكهرباء وتوزيعه. كانت الثورة الهادئة فترة جامحة من التنمية الاقتصادية والاجتماعية في كيبك وتطورات مماثلة متوازية في الغرب بشكل عام. ومن الممكن أيضًا أن نعزو إليها الفضل في الارتفاع الكبير في قومية كيبك، وهو لا يزال موضوعًا مثيرًا للجدل في مجتمع كيبيك الحديث.

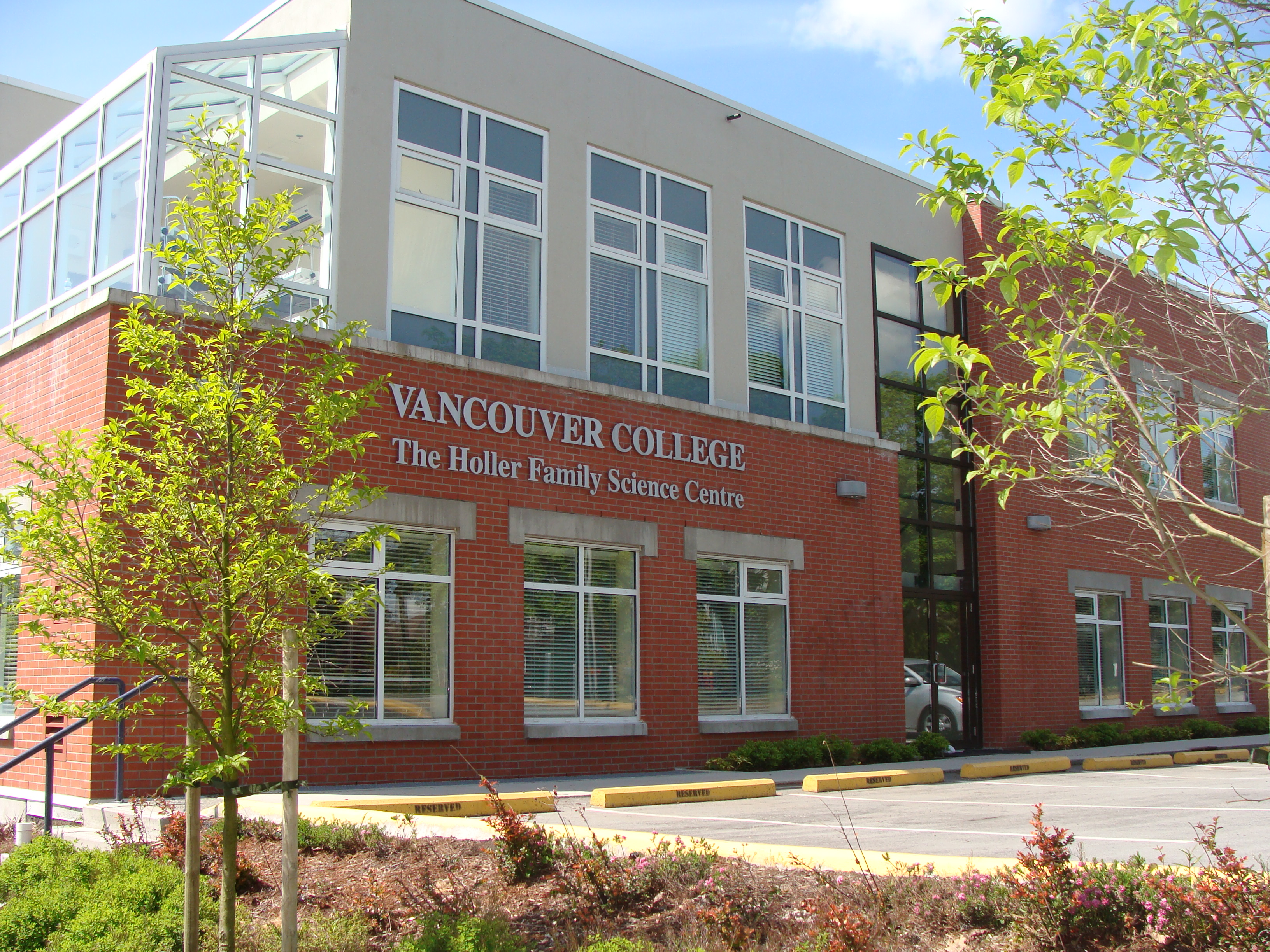
كلية فانكوفر الكاثوليكية؛ لا يزال للكنائس المسيحية حضور بارز في الحياة الإجتماعية في كندا.

استمرت هيمنة المجتمع الكنائس البروتستانتية والكاثوليكية على المجتمع حتى فترة متقدمة من القرن العشرين، حيث شكل البروتستانت حوالي 50.2% من السكان مقابل 43.3% من الكاثوليك، وفي عام 1971 تخطى الكاثوليك نسبة البروتستانت حيث كان 47% من سكان كندا من الكاثوليك وحوالي 41% من البروتستانت. حتى سنة 1960 كانت تغلق جميع الأماكن العامة في يوم الأحد في معظم أنحاء كندا وذلك تطبيقًا لقانون يوم الراحة. وكانت النخبة الإنجليزية الكندية بروتستانتية إلى حد كبير وكثيرًا ما تم استبعاد اليهود والرومان الكاثوليك. بدأت عملية التحرر والتحول للعلمانية بشكل بطيئ وذلك بعد الحرب العالمية الثانية خصوصًا في كندا الإنجليزية. وقد تم إلغاء العديد من القوانين المسيحية، بما في ذلك القوانين التي تُجرم المثلية الجنسية. وألغيت سياسات تشجيع الهجرة المسيحية أيضًا. ومع موجة التوجه للعلمانية توحّدت الكنائس المشيخية والميثودية والأبرشانية في جسم واحد دعيت باسم الكنيسة المتحدة في كندا وأضحت أكبر طائفة بروتستانتية في كندا تليها الكنيسة الإنجليكانية.
شهدت السنوات الاخيرة هجرة مسيحيين الشرق الأوسط فنشأت كنائس مسيحية شرقية مثل الكنيسة المارونية والكنيسة القبطية بالإضافة إلى تواجد جاليات أرثوذكسية شرقية من أوروبا الشرقية واليونان ومهاجرين من الولايات المتحدة من المورمون والخمسينين. وعلى الرغم من ازدياد العلمانية في البلاد لا تزال المناطق الغربية في كندا فيها حزام إنجيلي تُشكِل فيه البروتستانتية المحافظة اجتماعيًا جزءًا رئيسيًا من الثقافة، وارتفاع في التردد على الكنائس يمتد الحزام خصوصًا في نيوفاوندلاند ولابرادور والمناطق الريفية في ألبرتا وكولومبيا البريطانية وأونتاريو. لعب التفسير الحرفي للتوراة عند مسيحيين كندا البروتستانت دوراً هامّاً في تثبيت ختان الذكور في هذا البلد. كما جلبت موجات الهجرة منذ عقد 1980 ازدياد في حضور أديان وطوائف دينية مختلفة من ضمنها الأرثوذكسية الشرقية والإسلام والبوذية، وتمتلك كندا أحد أعلى معدلات الهجرة للفرد في العالم.
وفقًا لدراسة قامت بها مركز بيو للأبحاث عام 2016 تحت اسم الدين والتعليم حول العالم يُعتبر مسيحيي كندا واحدة من المجتمعات المسيحيَّة الأكثر تعليمًا حيث أن حوالي 52% من المسيحيين الكندنيين حاصلين على تعليم عال ومن حملة الشهادات الجامعيَّة.

## الطوائف المسيحية

### الكاثوليكية

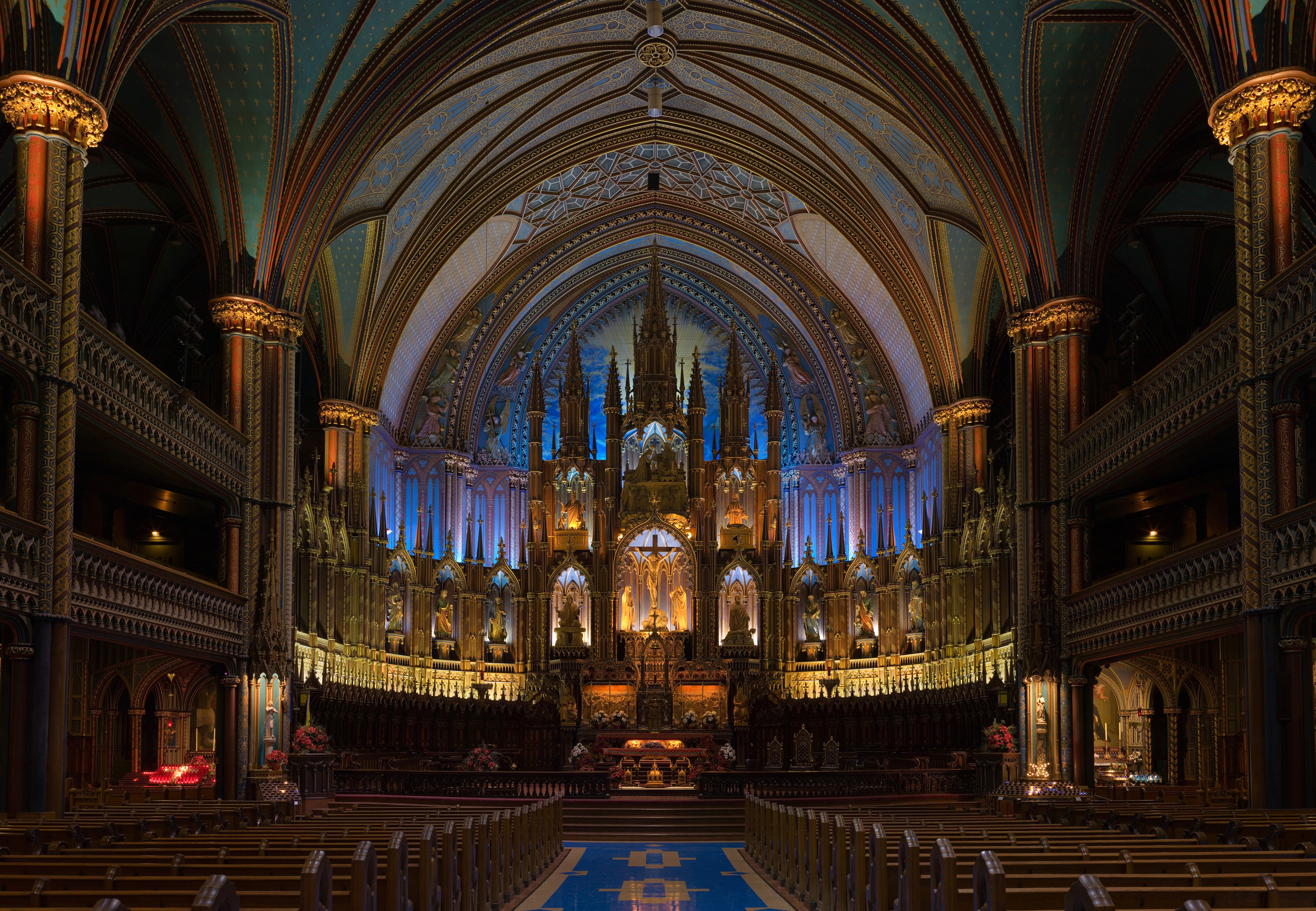
كنيسة نوتردام في مونتريال؛ تحوي المدينة على العديد من المعالم الكاثوليكية المعماريَّة والثقافيَّة.

الكنيسة الكاثوليكية الكندية هي جزء من الكنيسة الكاثوليكية العالمية في ظل القيادة الروحية للبابا في روما والمؤتمر الأسقفي الكندي، وتتصدر الكنيسة الرومانية الكاثوليكية أكبر المجوعات الدينية في كندا، حيث يتبعها حوالي 38.7% من الكنديين (13.7 مليون) وفقًا للتعداد السكاني في عام 2011، ويتوزع الكاثوليك على 72 أبرشية منتشرة في جميع أنحاء المقاطعات والأقاليم، ويخدم الكنيسة الكاثوليكيَّة الكنديَّة حوالي 8,000 كاهن. وفقاً لتقديرات من عام 2019 وجد أن حوالي 38% من الكنديين من أتباع المذهب الكاثوليكي، وكان 10% من الكنديين كاثوليك ممارسين وحوالي 22% كاثوليك ممارسين في بعض الأحيان وحوالي 5% كاثوليك الثقافة، في حين كان حوالي 10% من سكان كندا كاثوليك سابقون.
وفقًا لتعداد السكان عام 2011 يشكل الكاثوليك الغالبية في مقاطعة كيبك مع حوالي 74.5% من السكان، في حين تضم كل جزيرة الأمير إدوارد (49.7%) والأقاليم الشمالية الغربية (42.9%) ونيو برونزويك (38.7%) ونيوفاوندلاند واللابرادور (35.8%) نسب هامة من أتباع الكنيسة الكاثوليكية. منذ القرن العشرين تعزز الوجود الكاثوليكي في البلاد مع ازدياد أعداد الكاثوليك في المناطق الناطقة بالإنجليزية خصوصًا في كل من كولومبيا البريطانية وأونتاريو، إلى جانب قدوم أعداد من المهاجرين من الفلبين ومن أتباع الكنائس الكاثوليكية الشرقية من أوكرانيا والشرق الأوسط. ويشكل الكاثوليك حوالي 90% من سكان مدينة كيبك وحوالي 52.8% من سكان مدينة مونتريال وحوالي 28.2% من سكان تورونتو.
وصل المذهب الكاثوليكي للبلاد إلى عام 1497 عندما هبط جون كابوت في جزيرة نيوفاوندلاند ورفع لافتات جمهورية البندقية والدولة البابوية، مدعيًا ملكية الأرض لكفيله هنري السابع ملك إنجلترا، مع الاعتراف بالسلطة الدينية للكنيسة الرومانية الكاثوليكيَّة. كان الموضوع الرئيسي للتاريخ الكاثوليكي الكندي من عقد 1840 حتى عقد 1920 التنافس للسيطرة على الكنيسة بين الفرنسيين، ومقرهم في كيبيك، والأيرلنديين الناطقين باللغة الإنجليزية (جنبًا إلى جنب الإسكتلنديين والإنجليز الكاثوليك) ومقرهم في أونتاريو. كانت النظرة بين الكاثوليك الفرنسيين للكاثوليكية بشكل عام كشعب الله المختار (مقابل البروتستانت) وكان الفرنسيين أكثر كاثوليكية من أي مجموعة عرقية أخرى. كما أثارت حقيقة أنَّ الكاثوليك الأيرلنديين شكلوا تحالفًا مع البروتستانت المناهضين لفرنسا غضب الفرنسيين. تعاون الكاثوليك الأيرلنديين مع البروتستانت داخل كندا في قضية المدارس الكاثوليكية الفرنسيَّة؛ حيث عارضوا المدارس الكاثوليكية الفرنسية. وكان للإيرلنديين ميزة كبيرة في الأوساط الكاثوليكية كونهم كانوا محببون من قبل الكرسي الرسولي، وأعلن الإيرلنديين الطاعة الكاملة للبابا. وعلى النقيض من ذلك، أبقى الأساقفة الفرنسيون في كندا مسافة من الكرسي الرسولي. ومن بين ثمانية وعشرين رئيس وزراء في كندا ترأس حوالي عشرة كاثوليك المنصب.
بسبب الهجرة المسيحية واسعة النطاق من الشرق الأوسط هناك حضور لعدد من الكنائس الكاثوليكية الشرقية في كندا، منها الكنيسة المارونية ويقدر أعداد المورانة عام 2011 بحوالي 85,000 شخص، والكنيسة الأوكرانية الكاثوليكية والتي يقدر عدد أتباعها بحوالي 44,000 شخص. ويقدر عدد أتباع كنيسة الروم الملكيين الكاثوليك عام 2017 بحوالي 36,630 شخص. ويقدر أعداد أتباع الكنيسة الكلدانية الكاثوليكية عام 2016 بحوالي 31,372 شخص.

### البروتستانتية

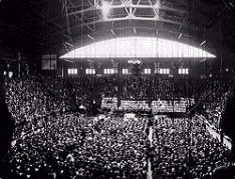
صورة تاريخيَّة لإفتتاح كنيسة كندا المتحدة في 10 يونيو من عام 1925 في شارع موتشال ستريت في تورونتو.

وفقًا للتعداد السكاني لعام 2011 يُعد المذهب البروتستانتي ثاني أكبر المذاهب المسيحيَّة في كندا مع حوالي 24.1% من السكان (أو 27.1% من السكان إذ أن 3% يعرفون عن أنفسهم «مسيحيين» فقط، وهم عادة «مسيحيون متجددون» و«إنجيليين».). وفقًا للتعداد السكاني لعام 2011 يشكل البروتستانت الغالبية السكانيَّة في نونافوت حيث يشكلون حوالي 66.9% من مجمل السكان، تليها نيوفندلاند ولابرادور والتي يشكل فيها البروتستانت حوالي 57.3% من مجمل السكان. بحسب التعداد السكاني لعام 2011 تعد الكنيسة المتحدة في كندا أكبر الطوائف البروتستانتية (6.1% من الكنديين)، تليها الأنجليكانية (5.0%) والمعمدانية (1.9%) واللوثرية (1.5%). وفقاً لتقديرات من عام 2019 وجد أن حوالي 31% من الكنديين من أتباع المذاهب البروتستانتية أو مذاهب مسيحية أخرى.
تُعد الكنيسة الكندية المتحدة أكبر طائفة بروتستانتية في كندا، وأكبر مجموعة مسيحية كندية بعد الكنيسة الكاثوليكية. وفي عام 2011، أفادت هيئة الإحصاء الكندية أن ما يقرب من مليوني شخص يعرفون أنفسهم بأنهم أتباع لهذه الكنيسة. وقد تأسست الكنيسة المتحدة في عام 1925 كدمج للطائفة الميثودية والمشيخية والأبرشانيَّة. تُعد الكنيسة الأنجليكانية في كندا ثاني أكبر المذاهب البروتستانتيَّة في البلاد، وقد بلغ تعداد أتباع الكنيسة في عام 2008 حوالي 1.8 مليون أي حوالي 5 في المئة من مجموع السكان الكنديين، ويعد أتباع الكنيسة المعمدانية ثالث أكبر المذاهب البروتستانتية في البلاد. لعبت الكنيسة الميثودية دور هام في الحياة الثقافيّة والاجتماعيّة والسياسيّة في مدينة تورونتو في أونتاريو. ويُشير الباحثين إلى نمو الإنجيلية المتزايد في الآونة الأخيرة، حيث لاحظ الباحث روجر أوتول أن أتباع المذهب الإنجيلي يشكلون 7% من السكان الكنديين ويبدو أنها تكسب معظم نموها من ارتفاع معدل الولادة والتحول الديني. كما أن الإنجيليين أكثر تدينًا بالمقارنة مع باقي الطوائف المسيحيَّة، وهي المجموعات الدينية التي تملك أعلى معدلات حضور وانتظام للطقوس الدينية، ويبدو أن هذا الالتزام العالي يترجم إلى نوع من السلطة السياسيَّة. ويعارض ويندد الإنجيليين بشدة المثلية الجنسية والإجهاض وممارسة الجنس قبل الزواج.
ومن بين ثمانية وعشرين رئيس وزراء في كندا ترأس حوالي ثلاثة عشرة بروتستانتي المنصب، على المستوى المذهبي كان أربعة منهم من أتباع الكنيسة الأنجليكانية وثلاثة من الكنيسة المشيخية والكنيسة المعمدانية واثنان من كنيسة كندا المتحدة وواحد وهو ستيفن هاربر من أتباع الكنيسة الإنجيلية.
وفقًا لدراسة المؤمنون في المسيح من خلفية مسلمة: إحصاء عالمي وهي دراسة أجريت من قبل جامعة سانت ماري الأمريكيّة في تكساس سنة 2015 وجدت أن عدد المسلمين الكنديين المتحولين للديانة المسيحية (الغالبية من أصول إيرانيَّة وعربيَّة) يبلغ حوالي 43,000 شخص.

### الأرثوذكسية

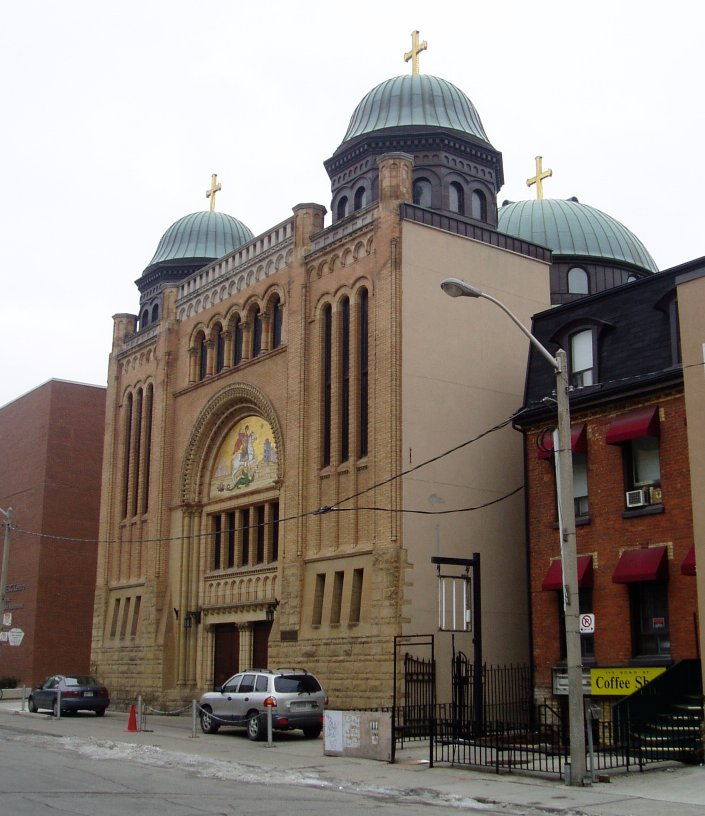
كنيسة القديس جورج اليونانية الأرثوذكسية في تورونتو.

وفقًا للتعداد السكاني لعام 2011 حوالي 1.7% من سكان كندا من أتباع الكنيسة الأرثوذكسية الشرقية أي حوالي نصف مليون نسمة، وتعتبر الكنيسة اليونانية الأرثوذكسية كبرى الطوائف الأرثوذكسية مع حوالي 220,000 عضو، تليها الكنيسة الروسية الأرثوذكسية والكنيسة الأوكرانية الأرثوذكسية. معظم المسيحيين الأرثوذكس في كندا هم من أصول روسية، ويونانية، وعربية (روم أنطاكيون)، وأوكرانية، وقبطيَّة، وأرمنيَّة، وألبانيَّة، وبلغاريَّة، ومقدونيَّة وكنديين تعود أصولهم إلى بلدان أوروبا الشرقية الأخرى، ولا يزال المسيحيون الأرثوذكس يحتفظون بالطقوس الشرقية كاملة، وتنظم شؤونهم الكنيسة ما يُعرف في الكنائس الشرقية عامة باسم «أبرشيات المغترب». أدت الثورة الروسية في عام 1917 وما تبعها من إنشاء الحكومة السوفياتية الشيوعية إلى عمليات قمع واضطهاد للكنيسة الروسية الأرثوذكسية، حيث تم مصادرة ممتلكات الكنيسة، وعندما قاوم البطريرك تيخون، سجن من أبريل عام 1922 حتى يونيو من عام 1923. في 20 نوفمبر من عام 1920، سمح البطريرك تيخون رسميًا الأساقفة الأرثوذكس الروس بإنشاء منظمات مستقلة بشكل مؤقت، إلى أن يتم استعادة الاتصالات الطبيعية مع البطريركية والحكم. وبدأت المجموعات العرقية داخل الأبرشية الكنديَّة في إعادة مواءمة نفسها مع الكنائس الوطنية الأخرى. في عام 1908 أسس المهاجرين البلغار حضور للكنيسة البلغارية الأرثوذكسية في البلاد، في عام 1918 شكلت مجموعة من المهاجرين الأوكرانيين الكنيسة الأوكرانية الأرثوذكسية في كندا، وفي عام 1922 تأسست الأبرشية اليونانية الأرثوذكسية الأمريكية. في عام 1926 انضوى الصرب مع الكنيسة الصربية الأرثوذكسية. وتضم البلاد على حضور لأتباع الكنيسة المقدونية الأرثوذكسية.
معظم نمو الكنائس الأرثوذكسيَّة في الولايات المتحدة يعود إلى أواخر القرن التاسع عشر وأوائل القرن العشرين معالهجرة من بلدان أوروبا الوسطى والشرقية والشرق الأوسط وشمال أفريقيا. وتعود هجرة مسيحيين الشرق الأوسط إلى فتح باب الهجرة مع الامتيازات القنصلية للمسيحيين في القرن التاسع عشر وهي في تلك المرحلة كانت هجرة بمعدلات طبيعية، لكنها تعمقت وتسارعت وتيرتها في أعقاب منتصف القرن التاسع عشر في بلاد الشام، تحديدًا في أعقاب مجازر 1860، وتصاعد الحركات الأصولية الإسلامية كما حصل أواخر السبعينات وأوائل الثمانينات من القرن العشرين في مصر وسوريا، وبعد غزو العراق عام 2003. بدأت أولى موجات هجرة الأقباط للخارج بعد قيام ثورة 23 يوليو 1952 مباشرة، ومع صدور قانون التأميم، لاسيما أن الأقباط كانوا أكثر المصريين ثراء، وبعد انتزاع بعض أملاكهم سارعوا للهجرة إلى دول أميركا وأوروبا وكندا، ثم توالت الموجات مع اندلاع أي حادث له صبغة طائفية، وتقدّر الجمعية القبطية الكندية أعداد الأقباط بحوالي 50 ألف نسمة، الكثير من الكنديين الأقباط هم ذوي الدخل المرتفع ومن خريجي الجامعات ويعملون في مهن مثل الطب والهندسة. وتقدر أعداد الروم الأنطاكيين بحوالي 50,000 شخص. ويتبع معظم الأرمن الكنديين والبالغ تعدادهم في عام 2011 حوالي 63,810 شخص الكنيسة الرسولية الأرمنية. ويبلغ عدد أتباع الكنيسة الأوكرانية في كندا حوالي 85 ألف شخص، وهي واحدة من الجماعات الأرثوذكسية الرئيسية في البلاد. تضم البلاد على مجتمع من الآشوريون/السريان/الكلدان وتعود أصولهم إلى تركيا وإيران العراق وسوريا والذين قدموا إلى كندا هرباً من الإضطهاد الديني.

### كنيسة يسوع المسيح لقديسي الأيام الأخيرة

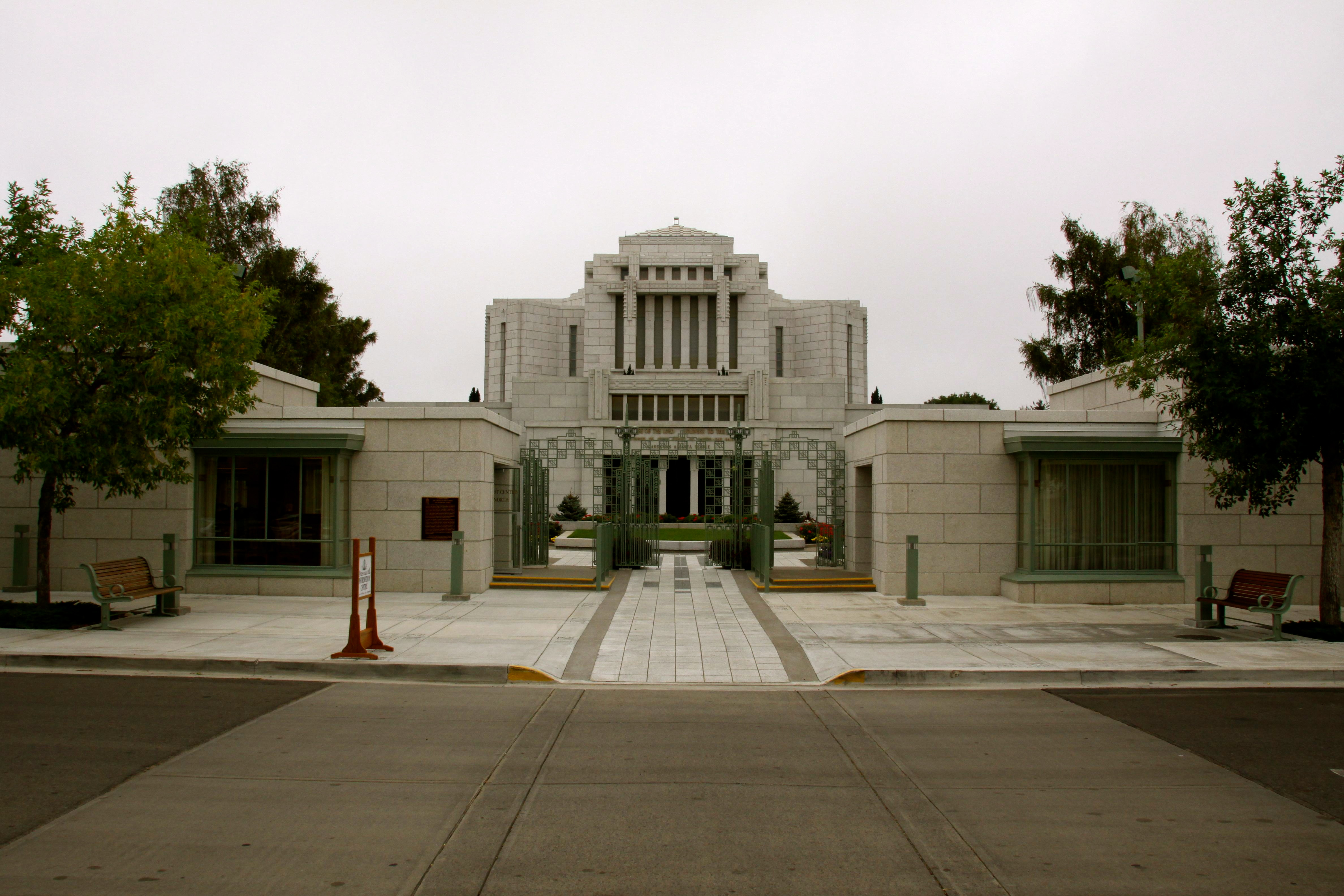
معبد ألبرتا المورموني.

يعود تاريخ كنيسة يسوع المسيح لقديسي الأيام الأخيرة في كندا إلى تنظيمها في ولاية نيويورك في عام 1830. وكانت كندا وجهة كمنطقة ملجأ من قبل أعضاء كنيسة كنيسة يسوع المسيح لقديسي الأيام الأخيرة لتجنب الملاحقات القضائية ضد تعدد الزوجات من قبل حكومة الولايات المتحدة، وشهدت البلاد هجرة واستيطان لعائلات مورمونيَّة من الولايات المتحدة هرباً من الملاحقات القضائية. تأسست أول كنيسة يسوع المسيح لقديسي الأيام الأخيرة في كندا في عام 1895 في ما سيصبح ألبرتا؛ وكانت أول معبد للكنيسة يتم إنشاؤها خارج الولايات المتحدة. وأسس المورمون عدة مجتمعات في ألبرتا.
في عام 2011 قدرت كنيسة يسوع المسيح لقديسي الأيام الأخيرة عدد أتباعها بحوالي 200,000 عضو في كندا؛ في حين قدرّ المسح الوطني الكندي لعام 2011 عدد أتباع الكنيسة بحوالي 100 ألف. لدى الكنيسة تجمعات في جميع المقاطعات والأقاليم الكندية ولديها معبد واحد على الأقل في ستة من المقاطعات العشر الكنديَّة، بما في ذلك أقدم معبد مورموني خارج الولايات المتحدة. ألبرتا هي المقاطعة التي تضم على معظم أعضاء الكنيسة المورمونية في كندا، حيث تضم على حوالي 40% من إجمالي أعضاء الكنيسة في كندا وتُمثل 2% من إجمالي سكان المقاطعة، يليها أونتاريو وكولومبيا البريطانية.

## ديموغرافيا

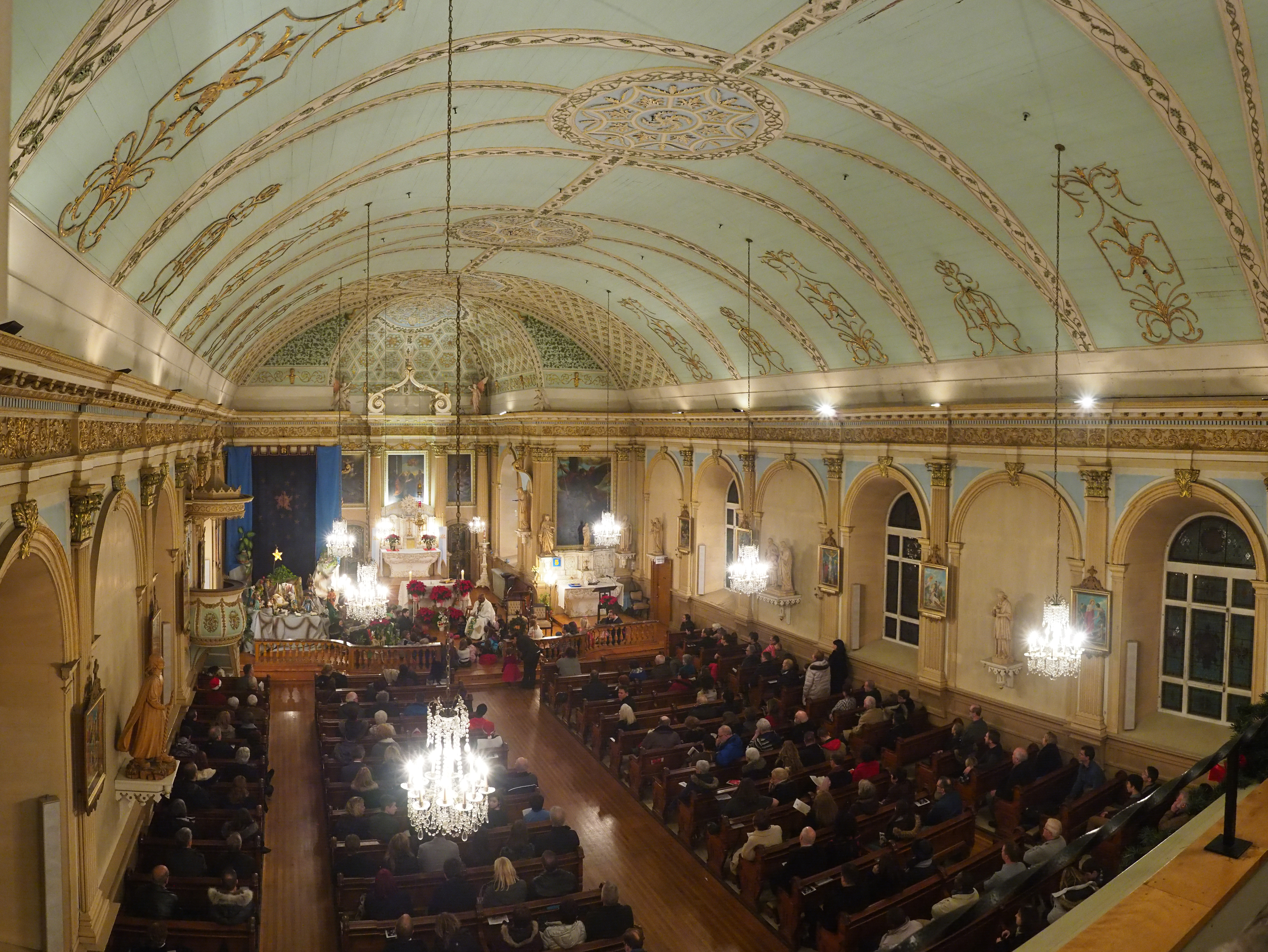
قداس في كنيسة زيارة السيدة العذراء مريم المباركة في مونتريال.

منذ عقد 1960 تغيرت التركيبة السكانية الدينية في كندا حيث بدأت عملية التحرر والتحول للعلمانية بشكل بطيئ بعد الحرب العالمية الثانية خصوصًا في كندا الإنجليزية، مما عزز من حضور اللادينية في البلاد لترتفع نسبتهم من حوالي 4% عام 1971 إلى 23.9% في عام 2011. ألغيت سياسات تشجيع الهجرة المسيحية أيضًا، جلبت موجات الهجرة منذ عقد 1980 ازدياد في حضور أديان وطوائف دينية مختلفة من ضمنها الأرثوذكسية الشرقية والإسلام والبوذية، حيث تمتلك كندا أحد أعلى معدلات الهجرة للفرد في العالم. يذكر أنَّ بعض الطوائف البروتستانتية شهدت انخفاض في أعداد أتباعها بسبب بسبب قلة الخصوبة وارتفاع متوسط العمر لأتباعها، على سبيل المثال بحسب التعداد السكاني لعام 2001 متوسط العمر لدى المشيخيون الكنديون هو 46.1، ولدى أتباع الكنيسة المتحدة في كندا هو 44.1، ولدى الأنجليكان هو 43.8، واللوثريون هو 43.3، وذلك بالمقارنة مع متوسط العمر لدى عموم الكنديين وهو 37.3. وعلى الرغم من موجات العلمانية والهجرة التي زادت من حضور الأديان غير المسيحيَّة، لا تزال المسيحية تشكل الغالبية السكانية في كندا، حيث يشكل أتباعها أكثر من 67% من مجمل السكان، ووفقًا للتعداد السكاني عام 2011 حوالي 73% من الكنديين ذوي الأصول الأوروبيَّة يعتنقون المسيحيَّة ديناً. ووفقا لمركز بيو، من المتوقع أن تصل نسبة المسيحيين في كندا إلى نحو 60.2% من إجمالي السكان سنة 2050، وبحسب الدراسة من المتوقع ارتفاع أعداد المسيحيين الكنديين من 24.4 مليون عام 2010 إلى 24.6 مليون عام 2050. وبحسب مركز بيو للأبحاث عام 2010 وصلت أعداد شباب كندا المسيحيين بين سن 15 إلى 29 سنة حوالي 4.1 مليون (60%) من أصل 6.9 مليون شاب كندي.
يشهد التحول إلى المسيحية نموًا وشعبيَّة بعد الوصول إلى كندا بين بعض الأقليات العرقيَّة، ووفقا لمصدر، يقدم المهاجرون دفعة للأمام للحضور المتراجع في الكنائس في كندا، وتشهد التجمعات المسيحية بين بعض الأقليات العرقيَّة في كندا ومنهم التايوانيين والهونغ كونغيين والكوريين والصينيين نموًا وشعبيَّة، ووجد تعداد 1961 أنَّ حوالي 60% من الصينيين في كندا يعتبرون أنفسهم مسيحيين، بالمقارنة مع 10% في تعداد السكان لعام 1921. كما تشير تقارير مختلفة إلى ازدياد أعداد المتحولين للديانة المسيحيَّة بين الجالية الإيرانية في كندا.

### التعداد السكاني
| | 19911      | 19911 | 20012      | 20012 | 20113      | 20113 |
| أعداد | %          | أعداد | %          | أعداد | %          |       |
| مجمل السكان | 26,944,040 |       | 29,639,035 |       | 32,852,320 |       |
| مسيحيون | 22,503,360 | 83    | 22,851,825 | 77.1  | 22,102,700 | 67.3  |
| - كاثوليك | 12,203,625 | 45.3  | 12,793,125 | 43.2  | 12,810,705 | 39.0  |
| - مجمل البروتستانت | 9,427,675  | 35.0  | 8,654,845  | 29.2  | 7,910,000  | 24.1  |
| - الكنيسة المتحدة في كندا | 3,093,120  | 11.5  | 2,839,125  | 9.6   | 2,007,610  | 6.1   |
| - الأنجليكان | 2,188,110  | 8.1   | 2,035,495  | 6.9   | 1,631,845  | 5.0   |
| - معمدانيون | 663,360    | 2.5   | 729,470    | 2.5   | 635,840    | 1.9   |
| - لوثريون | 636,205    | 2.4   | 606,590    | 2.0   | 478,185    | 1.5   |
| - مشيخيون | 636,295    | 2.4   | 409,830    | 1.4   | 472,385    | 1.4   |
| - بروتستانت آخرون3 | 628,945    | 2.3   | 549,205    | 1.9   | 2,000,000  | 6     |
| - أرثوذكس شرقيون | 387,395    | 1.4   | 495,245    | 1.7   | 550,690    | 1.7   |
| - مسيحيون آخرون4 | 353,040    | 1.3   | 780,450    | 2.6   | 960,000    | 3     |
| لادينيون | 3,397,000  | 12.6  | 4,900,095  | 16.5  | 7,850,605  | 23.9  |
| آخرون | 1,093,690  | 4.1   | 1,887,115  | 6.4   | 2,703,200  | 8.1   |
| - مسلمون | 253,265    | 0.9   | 579,645    | 2.0   | 1,053,945  | 3.2   |
| - هندوس | 157,010    | 0.6   | 297,200    | 1.0   | 497,960    | 1.5   |
| - سيخ | 147,440    | 0.5   | 278,415    | 0.9   | 454,965    | 1.4   |
| - بوذيون | 163,415    | 0.6   | 300,345    | 1.0   | 366,830    | 1.1   |
| - يهود | 318,185    | 1.2   | 329,990    | 1.1   | 329,495    | 1.0   |
| 1ولأغراض المقارنة، تعرض بيانات عام 1991 وفقًا لحدود عام 2001. 2بيانات عام 2011 مأخوذة من الدراسة الاستقصائية الوطنية للأسر المعيشية، ولذلك فإن الأرقام هي تقديرات. 3يشمل الأشخاص الذين يعرفون أنفسهم فقط "بروتستانت". 4 وتشمل الأشخاص الذين يعرفون عن أنفسهم "مسيحيين" فقط، وأولئك الذين يعرفون عن أنفسهم "رسوليين"، و"مسيحيون مولودون مرة أخرى" و"إنجيليين". |            |       |            |       |            |       |

### حسب المقاطعات

خارطة تُبَيِّن النسبة المئوية للمسيحيين حسب المقاطعة أو الإقليم في كندا استنادًا إلى بيانات التعداد السكاني عام 2011.

القائمة تستعرض إحصائيات التعداد الوطني لعام 2001:
| مقاطعات وأقاليم كندا      | المسيحيون |
| ------------------------- | --------- |
| نيوفندلاند ولابرادور      | 97.1%     |
| نونافوت                   | 93.2%     |
| جزيرة الأمير إدوارد       | 92.8%     |
| نيو برونزويك              | 91.4%     |
| كيبك                      | 90.2%     |
| نوفا سكوشا                | 86.9%     |
| ساسكاتشوان                | 82.6%     |
| الأقاليم الشمالية الغربية | 79.9%     |
| مانيتوبا                  | 77.8%     |
| كندا                      | 77.1%     |
| أونتاريو                  | 74.5%     |
| ألبرتا                    | 71.3%     |
| يوكون                     | 58.4%     |
| كولومبيا البريطانية       | 54.9%     |

### الهجرة
وفقاً لدراسة نشرها مركز بيو للأبحاث عام 2011 كان حوالي 20% من سكان كندا الحاليين قد ولدوا في بعض البلدان الأخرى. ومع هذا الوجود الكبير، كان للمهاجرين تأثير كبير على المشهد الديني في كندا.
في السبعينيات والثمانينيات من القرن العشرين، كان عدد سكان كندا المولودين في الخارج أقل، وكان معظمهم من أصول أوروبية وأغلبهم مسيحيون. ولكن في السنوات الأخيرة، جاءت أعداد متزايدة من المهاجرين - ما يقرب من نصف السكان المهاجرين في كندا - من آسيا وأفريقيا والشرق الأوسط. في الولايات المتحدة، على سبيل المقارنة، كان ثلاثة من كل عشرة من جميع المقيمين المولودين في الخارج جاءوا من هذه المناطق الثلاث.
مع تغير الأصول الجغرافية للمهاجرين الكنديين، تغيرت التركيبة الدينية بحسب المركز. كانت غالبية المهاجرين (56%) الذين وصلوا خلال السبعينيات من القرن العشرين إما كاثوليك أو بروتستانت، بينما كان حوالي ربعهم ينتمون إلى تقاليد دينية أخرى، بما في ذلك المسيحية الأرثوذكسية الشرقية والإسلام والبوذية والسيخية والهندوسية واليهودية. منذ عام 2001، انتمي حوالي أربعة من كل عشرة (39%) مهاجرين كنديين جدد إلى هذه الأقليات الدينية، وهو نفس نسبة المهاجرين الجدد (39%) الذين يُعتبرون كاثوليك أو بروتستانت. نظرًا لأن المهاجرين يشكلون أكثر من خُمس سكان كندا، فإن النسبة المتزايدة من المهاجرين الذين ينتمون إلى أقليات دينية كان لها تأثير كبير على التكوين الديني للسكان في كندا بشكل عام.